# Лохмотья (фильм)
«Лохмотья», или «Воспевая мечты» (англ. Rags) — молодёжный мюзикл компании Nickelodeon, релиз которого состоялся 28 мая 2012 года в США, в России премьера состоялась 14 августа того же года.

## Сюжет
Фильм рассказывает о Чарли — молодом парне мечтающем стать певцом. После смерти матери его воспитывает отчим, который не уделяет ему много времени, так как всё его внимание сосредоточено на родных детях. Он не одобряет желание Чарли стать музыкальным исполнителем и тот устраивается уборщиком на студию звукозаписи. Там он знакомится с Кади, молодой исполнительницей и дочерью владельца студии, постепенно между ними складываются добрые отношения.
Во-время работы на студии Чарли привлекает внимание Шона, продюсера, с помощью которого он записывает свой демо-диск «Rags». Позднее Кади дарит ему билет на бал-маскарад, но отчим не разрешает Чарли туда пойти, в результате тот вынужден явиться и исполнить песню под маской. Песня очень нравится Кади, и она просит Чарли найти неизвестного исполнителя…

## В ролях
- Макс Шнайдер — Чарли Принц
- Кеке Палмер — Кади Уорт
- Дрейк Белл — Шон
- Эван Джогиа — Финн
- Баркели Даффилд — Ллойд, сводный брат Чарли
- Дейвон Вейгель[англ.] — Ирма
- Айзая Мустафа — Реджинальд Уорт, отец Кади
- Carlena Britch — Тэмми
- Кинэн Трэйси — Эндрю
- Трэвис Тёрнер — рэпер
- Луиза Д’Оливера — виджей на MTV
- Специальная приглашённая звезда — Ник Кэннон.

## Международная премьера
| Страна                                                              | Канал                                   | Премьера         | Название фильма в стране |
| ------------------------------------------------------------------- | --------------------------------------- | ---------------- | ------------------------ |
| Бразилия                                                            | Nickelodeon Бразилия                    | 9 августа, 2012  | Rags                     |
| Россия                                                              | Nickelodeon                             | 14 Августа, 2012 | Воспевая мечты           |
| Украина                                                             | Nickelodeon Украина                     | 14 Августа, 2012 | Воспевая мечты           |
| Германия                                                            | Nickelodeon Германия                    | 18 Августа, 2012 | Rags                     |
|                                                                     | Nickelodeon Африка                      | 18 Августа, 2012 | Rags                     |
| Нидерланды                                                          | Nickelodeon Нидерланды                  | 19 Августа, 2012 | Rags                     |
| Филиппины                                                           | Nickelodeon Филиппины                   | 20 Августа, 2012 | Rags                     |
| Гонконг · Индия · Малайзия · Сингапур · Таиланд · Тайвань · Вьетнам | Nickelodeon Юго-Восточная Азия          | 20 Августа, 2012 | Rags                     |
| Австралия                                                           | Nickelodeon Австралия                   | 26 Августа, 2012 | Rags                     |
| Италия                                                              | Nickelodeon Италия                      | 26 Августа, 2012 | Rags                     |
| Франция                                                             | Nickelodeon Франция                     | 26 Августа, 2012 | Rags                     |
| Португалия                                                          | Nickelodeon Португалия                  | 31 Августа, 2012 | Rags                     |
| Великобритания                                                      | Nickelodeon (Великобритания и Ирландия) | В сентябре, 2012 | Rags                     |